# Jack und Jenny
Jack und Jenny ist ein deutscher Liebesfilm von Victor Vicas mit Senta Berger und Brett Halsey in den Hauptrollen.

## Handlung
Die Grundstruktur dieser Geschichte ist die der alten Sage der zwei Königskinder, die nicht zueinander kommen konnten. Hier sind die beiden verhinderten Liebenden eine hübsche, junge Verkäuferin namens Jenny, die völlig vernarrt in den Maler und Womanizer Jack ist. Auch er findet Jenny einfach entzückend und umwerfend. Beide haben ihre Gründe, sich gegenseitig nicht ihre Liebe einzugestehen – es ist das alte Spiel, die Angst davor, zu viel von sich preiszugeben und womöglich zurückgewiesen und verletzt zu werden. Und so spielen sie in ihrer Nicht-Beziehung miteinander und schleichen um das ewige Thema der Liebe und die drei kleinen Worte herum wie die Katze um den heißen Brei.
Zwischen beider erster Begegnung und dem finalen Happy End gehen die beiden Liebenden zahlreiche Umwege. Jenny findet, dass Jack ein Egomane ist und heiratet daher ostentativ zweimal jemand anderen – natürlich prompt die Falschen. Und doch sinkt sie während dieses ewigen Hin und Her immer mal wieder in Jacks Arme bzw. landet in seinem Bett, sowohl in der Nacht vor ihrer Hochzeit mit Jacks Freund Eduard als auch anlässlich der soeben vollzogenen Scheidung. Jack wiederum würde gern Jenny haben, ist aber bindungsgestört und hat panische Angst vor der Ehe, auch wenn er Jenny leidenschaftlich liebt. Nach der zweiten Ehe ist Jenny noch immer schön, und nun auch noch eine reiche Witwe. Zeit für Jack, nun endlich auf die Frau seines Lebens zuzugehen.

## Produktionsnotizen
Die Dreharbeiten zu Jack und Jenny begannen am 13. September 1963. Außenaufnahmen führten bis nach Italien und Thailand. Diese letzte Kinoinszenierung von Victor Vicas wurde am 25. Dezember 1963 in die Kinos gebracht.
Auch für die einstige Film-Liane Marion Michael beendete dieser Streifen das Ende ihrer kurzlebigen Kinokarriere. Nach sieben Jahren war ihr Vertrag mit Gero Weckers Produktionsfirma ausgelaufen und wurde nicht verlängert.
Für Hauptdarstellerin Senta Berger hat der sehr schlecht besprochene Film auch ein Gutes gehabt. Sie lernte dort ihren Ehemann Michael Verhoeven (den sie bereits 1960 erstmals gesehen hatte) richtig kennen und gleich am ersten Drehtag auch lieben, wie sie in einem Interview verriet.
Die Bauten entwarf Ernst H. Albrecht und wurden von Max Vorwerg ausgeführt. Die Kostüme entwarf Ingrid Zoré. Chefkameramann Werner M. Lenz war auch Herstellungsleiter. Der einstige Disney-Mann Steve Previn soll (ungenannt) Victor Vicas bei der Regie ausgeholfen haben.

## Kritiken
„Der Film belegt die These von der sozialen Gerechtigkeit auf der Ebene des heruntergekommenen Kinderreims, daß jeder Topf seinen Deckel findet; Victor Vicas, dessen zweifelhafter „Weg ohne Umkehr“ ein Meilenstein in der Entwicklung des kalten Krieges war, hat weder ein Lustspiel noch eine Satire, sondern lediglich einen Schmarren auf die Leinwand gebannt.“

In Paimann’s Filmlisten heißt es: „In dieser Handlung wird trotz guter Ansätze und einer darob gelungenen Exposition und sympathischer Besetzung später oft statt Charme Direktheit geboten. [...] Einigermaßen ansprechend.“

„Mißglücktes Lustspiel, daß das Sexuelle bagatellisiert und die Bindungslosigkeit propagiert.“

Das Lexikon des Internationalen Films befand: „Platte Komödie.“